# Friedrich von Schmidt
Friedrich svobodný pán von Schmidt (22. října 1825 Frickenhofen – 23. ledna 1891 Vídeň) byl architekt ustáleného novogotického slohu. Stal se čestným občanem města Vídně.

## Životopis
Friedrich Schmidt se narodil 22. října 1825 ve württemberském městě Frickenhofen do rodiny protestantského pastora. Při studiích architektury na stuttgartské polytechnice u profesora Adolfa Breymanna se stal kamenickým učněm a pracoval v Kolíně nad Rýnem. Pracoval přímo na stavbě tamější katedrály, jejíž věže byly postaveny podle jeho novogotických návrhů. Současně se účastnil několika menších srchitektonických projektů, které se zaměřovaly především na sakrální stavby. Stále více tíhnul k novogotice.
V roce 1856 úspěšně dokončil studium architektury. V průběhu studií přijal katolickou víru a po nich odjel do Milána, kde pracoval na rekonstrukci katedrály Sant'Ambrogio. Zde taky vyučoval obor středověké architektury. Kvůli nepokojům v rámci italských válek za nezávislost odjel v roce 1859 do Vídně. V témže roce se stal profesorem na Akademii výtvarných umění ve Vídni, kde od roku 1865 působil jako ředitel Architektonické zvláštní školy. Od roku 1862 působil jako architekt při stavbě katedrály sv. Štěpána ve Vídni.
V roce 1883 mu bylo uděleno čestné občanství města Vídně u příležitosti dokončení nové radnice, kterou navrhl. V roce 1886 byl povýšen do šlechtického stavu a byl mu udělen titul baron. V letech 1866 až 1870 byl členem městské rady ve Vídni a od roku 1889 členem horní komory říšského sněmu.
Mnohé z jeho architektonických návrhů realizoval český architekt a stavitel Josef Hlávka. Mezi jeho nejvýznamnější žáky a pozdější spolupracovníky patří Franz von Neumann, Valentin Teirich a Josef Mocker.

## Stavby

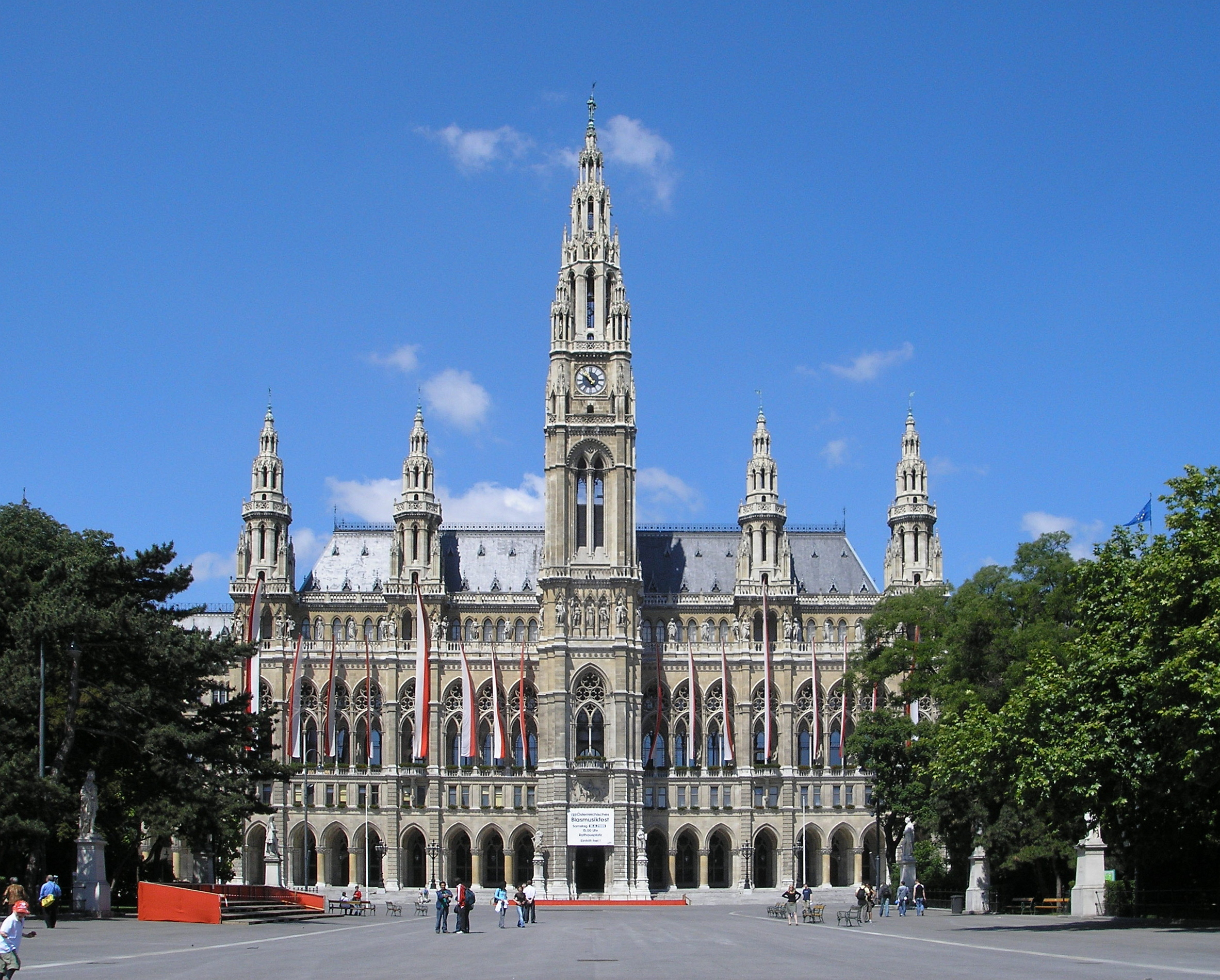
Vídeňská radnice

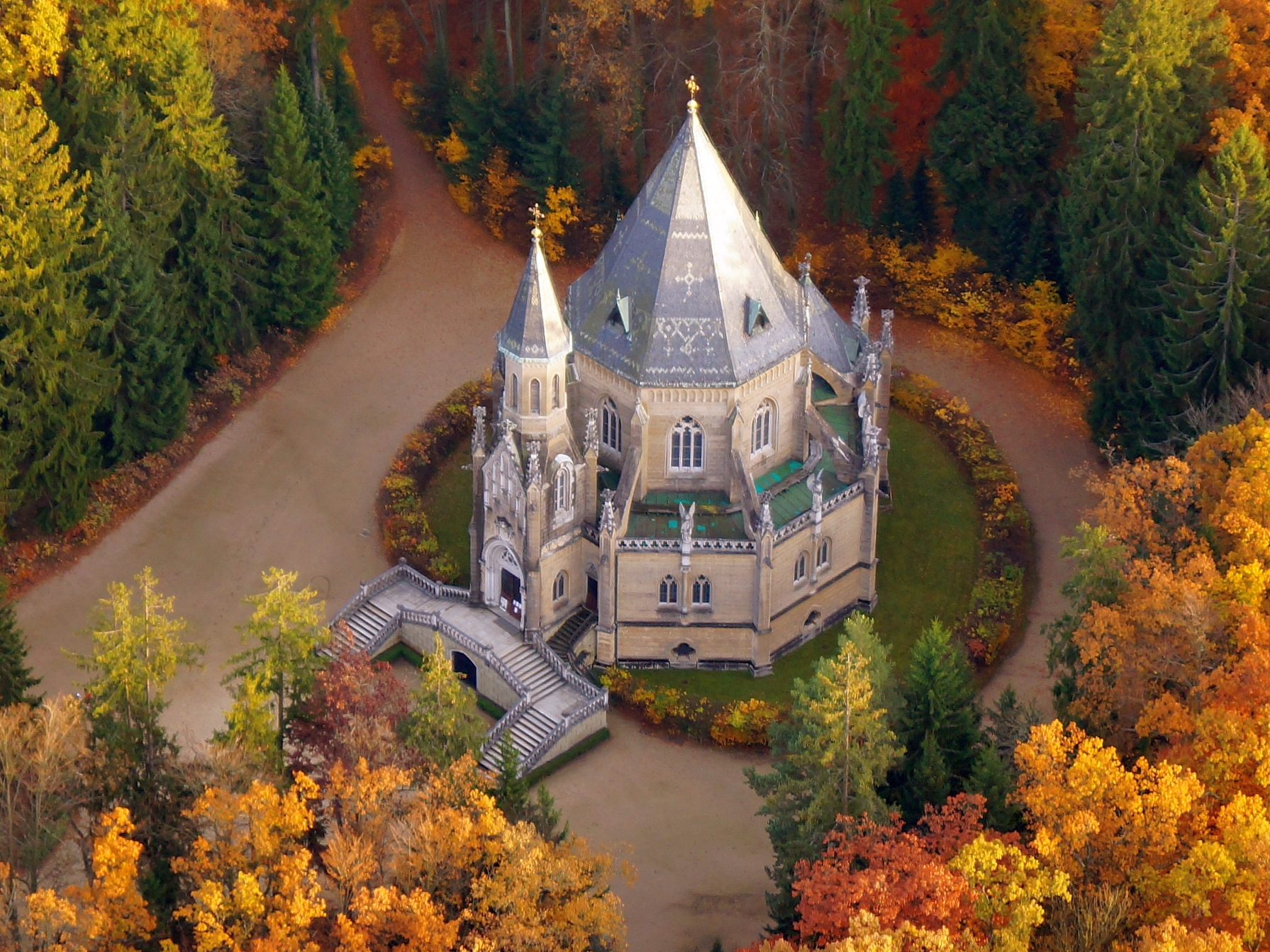
Schwarzenberská hrobka v Třeboni-Domaníně

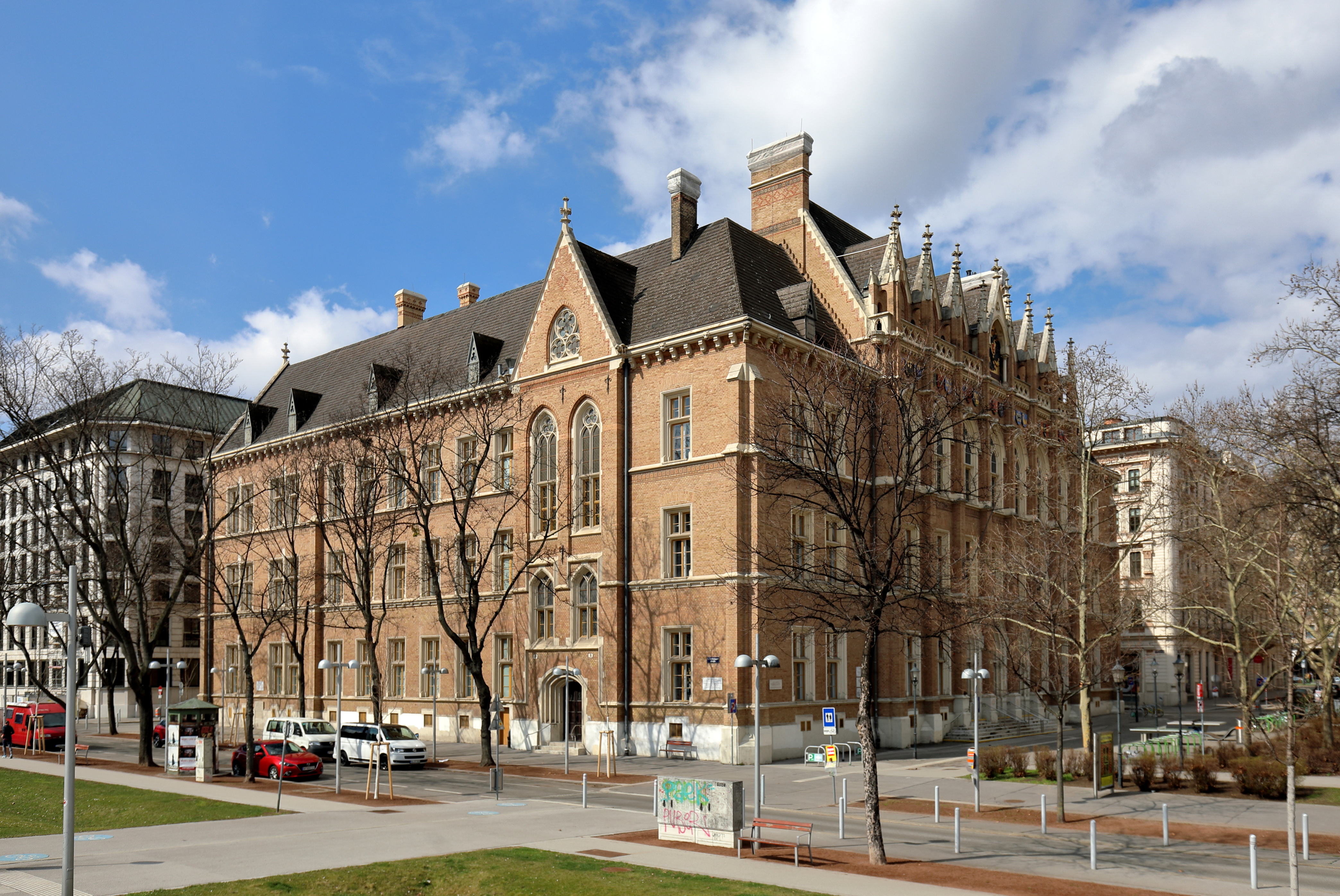
Akademické gymnázium ve Vídni

- 1852: Válečný pomník pro 123 veteránů války za osvobození z let 1813–1815
- 1854–1859: Kostel svatého Štěpána (Krefeld)
- 1855–1858: Kostel svaté Matildy (Quedlinburg)
- 1857–1859: Kostel svaté Gertrudy (Krefeld-Bockum)
- 1858–1860: Kostel svatého Pankráce (Garzweiler)
- 1859: Kostel svatého Mořice (Hattingen-Niederwenigern)
- 1859–1863: Kostel paulánů (Vídeň)
- 1863–1866: Akademické gymnázium (Vídeň)
- 1866–1869: Kostel svatého Otmara (Vídeň)
- 1866–1882: Katedrála svatého Petra (Dakovo)
- 1867–1873: Kostel svaté Brigity (Brigittenau, Vídeň)
- 1868–1869: Kostel (Bruck an der Großglocknerstraße)
- 1868–1869: Kostel Obrácení svatého apoštola Pavla (Erkelenz-Lövenich)
- 1868–1875: Kostel Panny Marie Vítězné (Vídeň)
- 1872–1883: Vídeňská radnice
- 1872-1875: Kostel svaté Barbory (Štěpánov u Olomouce)
- 1875–1876: Kostel Nejsvětějšího Srdce Ježíšova (Weiler)
- 1874–1877: Schwarzenberská hrobka (Třeboň)
- 1876–1878: Lazaristenkirche (Währing)
- 1877–1878: Kostel Srdce Ježíšova (Riedenburg)
- 1880: Zámecká kaple na zámku Wernigerode
- 1881–1883: Kostel Panny Marie (Dortmund)
- 1882–1885: Sühnhaus (Vídeň)
- 1882–1891: Katedrála svatého Petra a Pavla (Pécs)
- 1882–1892: Rekonstrukce kolegiátního kostela Klosterneuburg
- 1883–1889: Kostel svatého Josefa (Weinhaus, Vídeň)
- 1884–1888: Zámek Runkelstein
- 1885: Kostel svatého Sulpicia (Frastanz)
- 1887–1891: Hrad Karlštejn
- 1892–1893: Kostel svatého Josefa a Mikuláše (Silbertal)
- 1892–1894: Kostel Panny Marie Růžencové (Mülheim an der Ruhr)
- 1899: Ossarium (kostnice) na centrálním bojišti bitvy u Hradce Králové